# 刘世彻
刘世彻（6世纪—622年），彭城郡丰县人，隋朝官员。刘权之子。
刘权为南海郡（今广东省广州市）太守。当时造反者蜂起，多次来攻南海郡，豪帅们愿推刘权为首领，刘权还是固守。刘世彻秘密派人送信给刘权，称四方扰乱，英雄并起，时不可失，请他举兵。刘权召集僚属，斩杀儿子的使者。刘世彻倜傥不羁，很被当时的人所称许。大业末年，群雄并起，刘世彻所至之处，都被别人猜忌，多将他拘禁。
武德五年（622年）徐圆朗听说刘黑闼被唐朝秦王李世民击败，非常害怕，不知所措。河间人刘复礼劝徐圆朗：“刘世彻是难得的人才，在中原东部名望很高，相貌非凡，有帝王的器度。将军您如果自立为君，恐最终一事无成；如果迎立刘世彻，就可以轻易取得天下。”徐圆朗同意了，派刘复礼到浚仪（今河南省开封市）迎接刘世彻。有人对徐圆朗说：“将军被人骗了，迎立刘世彻，刘世彻如果得志，将军怎么能保全。我不用说古代的事，将军没看到翟让与李密吗？”徐圆朗亦以为然。刘世彻到来时，已有几千人马，停在兖州（今山东省济宁市兖州区）城外，等待徐圆朗出城迎接，徐圆朗不出，派人召刘世彻进城。刘世彻想逃走，又怕逃不脱，于是进城去见徐圆朗，徐圆朗把他的人马夺归自己，以他为司马，派去攻打谯州、杞州二州。东部的人久闻他的大名，刘世彻所到之处纷纷投降，徐圆朗于是杀了刘世彻。